# Train de Trotski

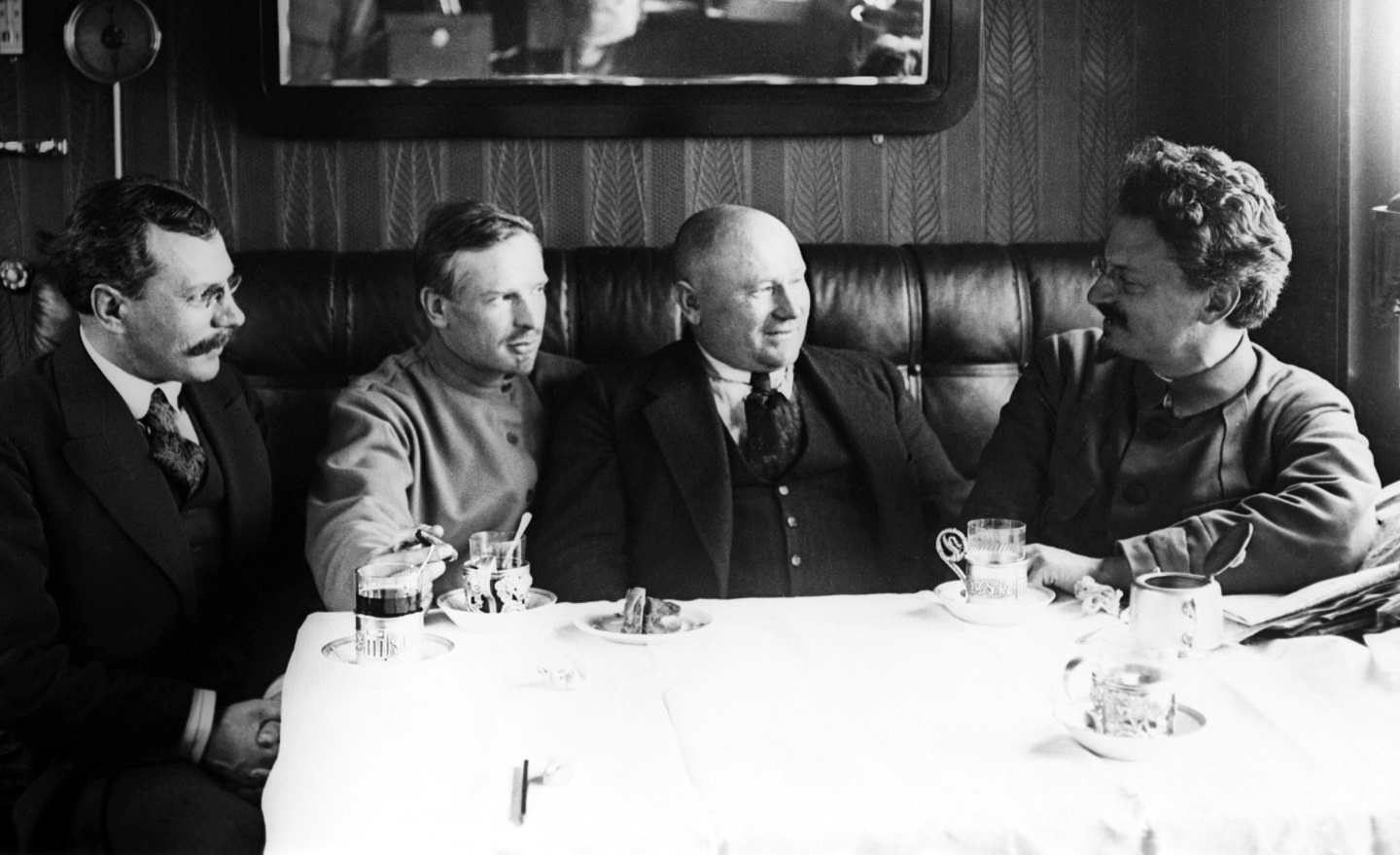
Léon Trotski (à droite) dans une voiture de son train blindé, 1920.

Le train de Trotski était le train blindé personnel de Léon Trotski, le Commissaire populaire de la défense d'Union soviétique, dont il prit possession en août 1918. Le train était en fait composé de quatre locomotrices et de deux trains avec plusieurs voitures. Il comprenait une station de télégraphe, une imprimerie, une station de radio, un garage automobile et un petit escadron aérien. Le personnel du train incluait de nombreux spécialistes des achats militaires et civils soviétiques. Un journal spécial, V Pouti (russe : В пути, En route), organe de propagande de l'Armée rouge, y était publié. Pendant la Guerre civile russe, le train a reçu la visite de dirigeants bolcheviks importants, y compris Joseph Staline. Le « Train de la Victoire » a contribué à la constitution de l'Armée rouge et à la consolidation subséquente du pouvoir des bolcheviks en Russie soviétique.
L'état-major au sein du train est considérable, Robert Service dans sa biographie de Trotski en donna la liste pour 1918 : 5 secrétaires particuliers, 14 membres de l'équipe technique, 4 employés de bureau du commandant du train, 41 personnes au service des communications, 12 attachés au département des finances, 5 chefs d'état-major, 2 dessinateurs, 17 assistants à la composition, 12 gardes du corps uniquement pour Trotski, 35 membres de la fanfare, 6 cavaliers du 1er détachement du ravitaillement de Moscou, 45 hommes de deux régiments de fusiliers lettons, 39 hommes du 3e régiment des missions spéciales, 32 hommes du régiment d'infanterie Simonovski-Rogojski, 11 unités de véhicules blindés, 14 employés de la voiture-restaurant, 23 chauffeurs, 16 mécaniciens, 8 employés chargés du graissage et 38 gardes.

## Sources et autres lectures
1. 1 2  Robert Service, Trotski, Perrin, 2015, chap. 24, p. 362-363Les sources de Service sont RGVA (archives militaires russes), f. 33987 et une lettre à Charles Malamuth (en) de 1939 (collection Trotski de l'Hoover Institution Library and Archives (en)).

- Heyman N. M. Leon Trotsky and the Birth of the Red Army // Army Quarterly and Defence Journal. 1975. Vol 105, No. 4. pp. 407–418.
- Heyman N. M. Leon Trotsky : propagandist to the Red Army // Studies in Comparative Communism: Trotsky and Trotskyism in perspective. Los Angeles, Cal.: University of Southern California, 1977. Vol. 10, No. 1–2. pp. 34–43. DOI:10.1016/S0039-3592(77)80073-2.
- Leon Trotsky's Armored Train // Russia in war and revolution, 1914—1922 : a documentary history / ed. J. W. Daly, L. T. Trofimov. Indianapolis, Ind.: Hackett, 2009.  (ISBN 978-0-87220-987-9).
- Tarkhova N. S. Trotsky's Train. Unknown Page in the History of the Civil War // The Trotsky Reappraisal / ed. by T. Brotherstone and P. Dukes. Edinburgh: Edinburgh University Press, 1992.  (ISBN 9780748603176).
- Winsbury R. Trotsky's War Train // History Today Magazine. 1975. August, Vol. 2, No. 8. pp. 523–531.